# Zebrias quagga
Zebrias quagga es una especie de pez de la familia Soleidae en el orden de los Pleuronectiformes.

## Distribución geográfica
Se encuentran desde las  costas del Mar Rojo y del Golfo Pérsico hasta Malasia, Tailandia,  China y Australia.